# Церква Різдва Богородиці (Туницька)
Церква Різдва Пресвятої Богородиці — парафіяльна православна церква м. Кременець, Тернопільська області. Парафія належить до УПЦ-МП.